# Karl du Thil

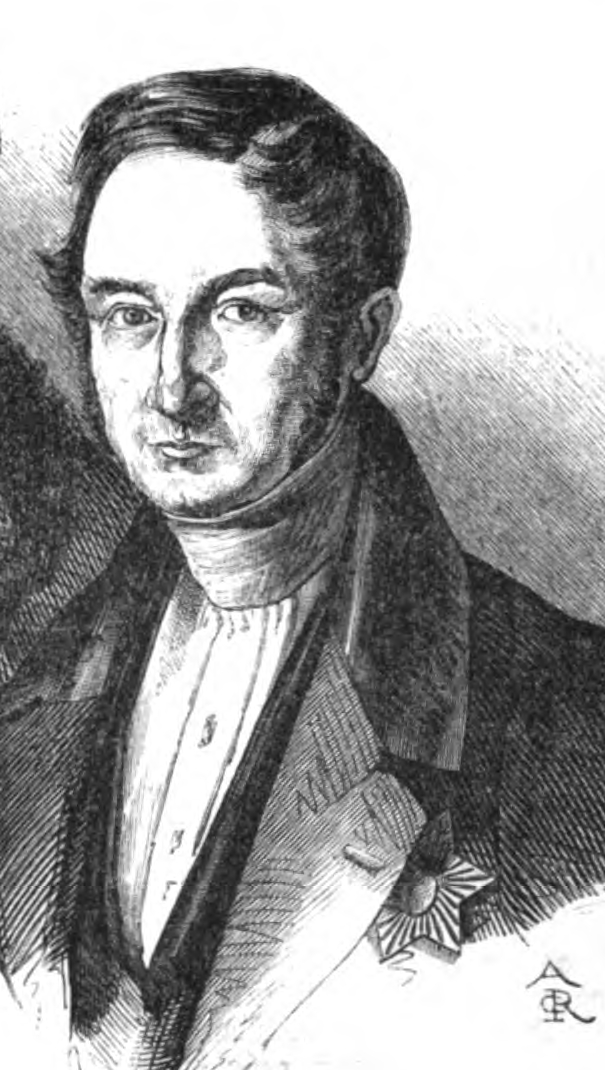
Karl Wilhelm Heinrich Freiherr du Bos du Thil

System du Thil: Pressezensur

Freiherr Karl Wilhelm Heinrich du Bos du Thil (* 22. April 1777 in Braunfels; † 17. Mai 1859 in Darmstadt) war Politiker des Großherzogtums Hessen und langjähriger Präsident des Gesamtministeriums.

## Herkunft
Karl du Thil stammt aus dem Adelsgeschlecht du Bos aus der Normandie. Der Zweig „du Bos du Thil“ dieses Geschlechtes war Inhaber der Herrschaft le Thil bei Dieppe. Anfang des 18. Jahrhunderts wanderte der Großvater Karl du Thils aufgrund seines evangelisch-reformierten Glaubens aus Frankreich aus und zog zunächst nach Holland, dann nach Deutschland. Karl du Thil war der älteste Sohn von Ferdinand du Thil (1728–1813), einem Offizier in herzoglich Braunschweigischen Diensten, und Friederike Luise Albertine Röder von Diersburg (1750–1802), einer Tochter des nassau-saarbrückischen Oberforst- und Jägermeisters Ludwig Roeder von Diersburg (1723–1799).

## Ausbildung
Karl du Thil wurde zunächst auf dem väterlichen Gut Hof Graß bei Hungen unterrichtet und besuchte dann die Schule in Neuchâtel und die Karlsschule in Stuttgart. 1793 begann er mit 16 Jahren ein Studium der Rechtswissenschaft in Tübingen und Göttingen. Nach dem Studium arbeitete er beim Reichskammergericht in Wetzlar. 1799 wurde er Assessor im Fürstlich Solms-Braunfelser Regierungskollegium und später dort Regierungsrat.

## Politische Karriere
Karl du Thil trat 1802 als Kammerherr in die Dienste von Hessen-Darmstadt. Am 10. Dezember 1803 hatte die Landgrafschaft Hessen-Darmstadt formal die Burggrafschaft Friedberg annektiert. Am 21. Januar 1804 marschierte hessen-darmstädtisches Militär in der Burg ein. Leiter dieser Operation war Karl du Thil. Nach der Entlassung von Karl Ludwig von Barkhaus wurde du Thil 1806 als Sachverständiger für die Provinz Starkenburg in das Außenministerium versetzt. Nach der Schlacht bei Hanau schloss er eine Militärkonvention mit dem österreichischen Oberkommandierenden Feldmarschall-Lieutenant Johann Karl Peter Graf Hennequin von Fresnel und Cure im österreichischen Hauptquartier in Dörnigheim. Damit verließ das Großherzogtum den Rheinbund.
Karl du Thil wurde 1821 Außen- und Finanzminister des Großherzogtums Hessen. Nach dem Tode Grolmans 1829 war Karl du Thil Präsident des Gesamtministeriums (Ministerpräsident).

## Politische Positionen
Du Thil unterstützte die Restaurationspolitik Metternichs. Er unterschrieb 1820 für das Großherzogtum Hessen die Wiener Schlussakte.
1821 war du Thil großherzoglich Hessischer Verhandlungsführer bei den Gesprächen zur Einrichtung des Süddeutschen Zollvereins. Auch wenn er diese Verhandlungen am 3. Juli 1823 scheitern ließ, war du Thil dem Gedanken einer Zollunion grundsätzlich nicht abgeneigt. Er betrieb 1824 eine Handelsunion mit Baden und 1828 den Preußisch-Hessischen Zollverein mit Preußen.

## Märzrevolution
Du Thil galt als eine Symbolfigur der Reaktion. Die liberale Opposition sprach von dem „System du Thil“. Im Rahmen der Märzrevolution musste ihn Großherzog Ludwig II. von Hessen am 5. März 1848 entlassen.
Er ist auf dem Alten Friedhof in Darmstadt begraben (Grabstelle: I Mauer 135).

## Familie
Karl du Thil war dreimal verheiratet:
- 1804 heiratete er in Kirchheimbolanden die großherzogliche Palastdame Wilhelmine von Günderrode (1784–1819), eine Tochter des badischen Regierungsrates Hektor Wilhelm von Günderrode (1755–1786).
- Nach dem Tod seiner ersten Frau heiratete er 1822 in Altheim bei Dieburg Ulrike von Ketelhodt (1784–1836). Sie war in 1. Ehe mit dem Oberstallmeister Christian von Fabrice (1782–1842) verheiratet gewesen und Tochter des schwarzburgischen Hofmarschalls zu Rudolstadt Johann Friedrich von Ketelhodt (1744–1809).
- Letztmals heiratete er 1836, und zwar Friederike von Rotsmann (1811–1891). Sie wurde 1855 großherzogliche Oberhofmeisterin und war die Tochter des Majors Ludwig Franz von Rotsmann. Die Witwe erhielt eine Witwenrente sowie eine Zulage von 1000 fl. wegen der Verdienste ihres Mannes.[4]

Alle Ehen blieben kinderlos.